# Highland (Illinois)
Pour les articles homonymes, voir Highland.
Highland est une ville de l'Illinois, dans le comté de Madison.

## Histoire
Cette localité a été fondée en 1831 par deux frères suisses d'origine lucernoise et s'appelait à l'origine New Switzerland.

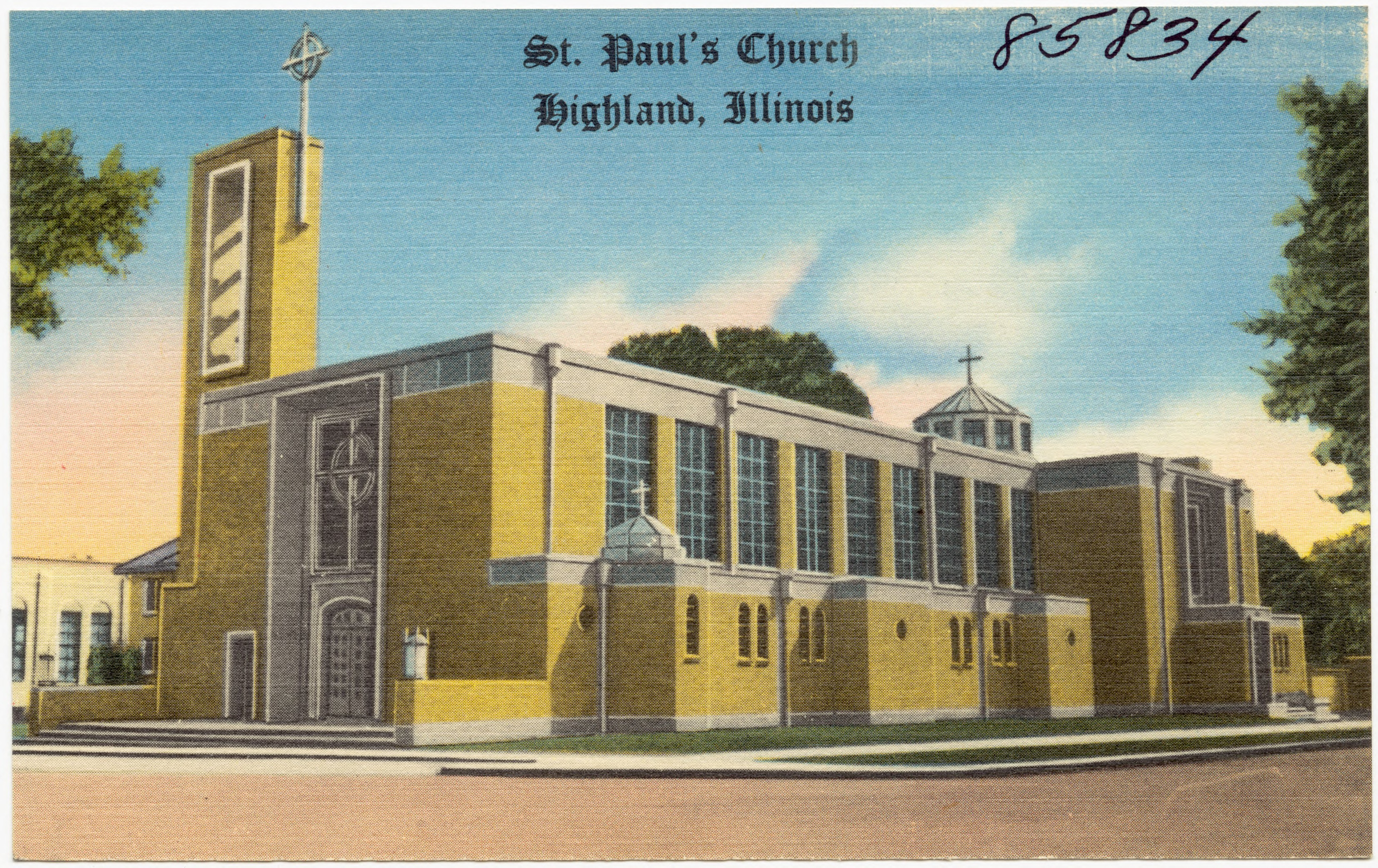
Église Saint-Paul sur une carte postale